# Doug Morris

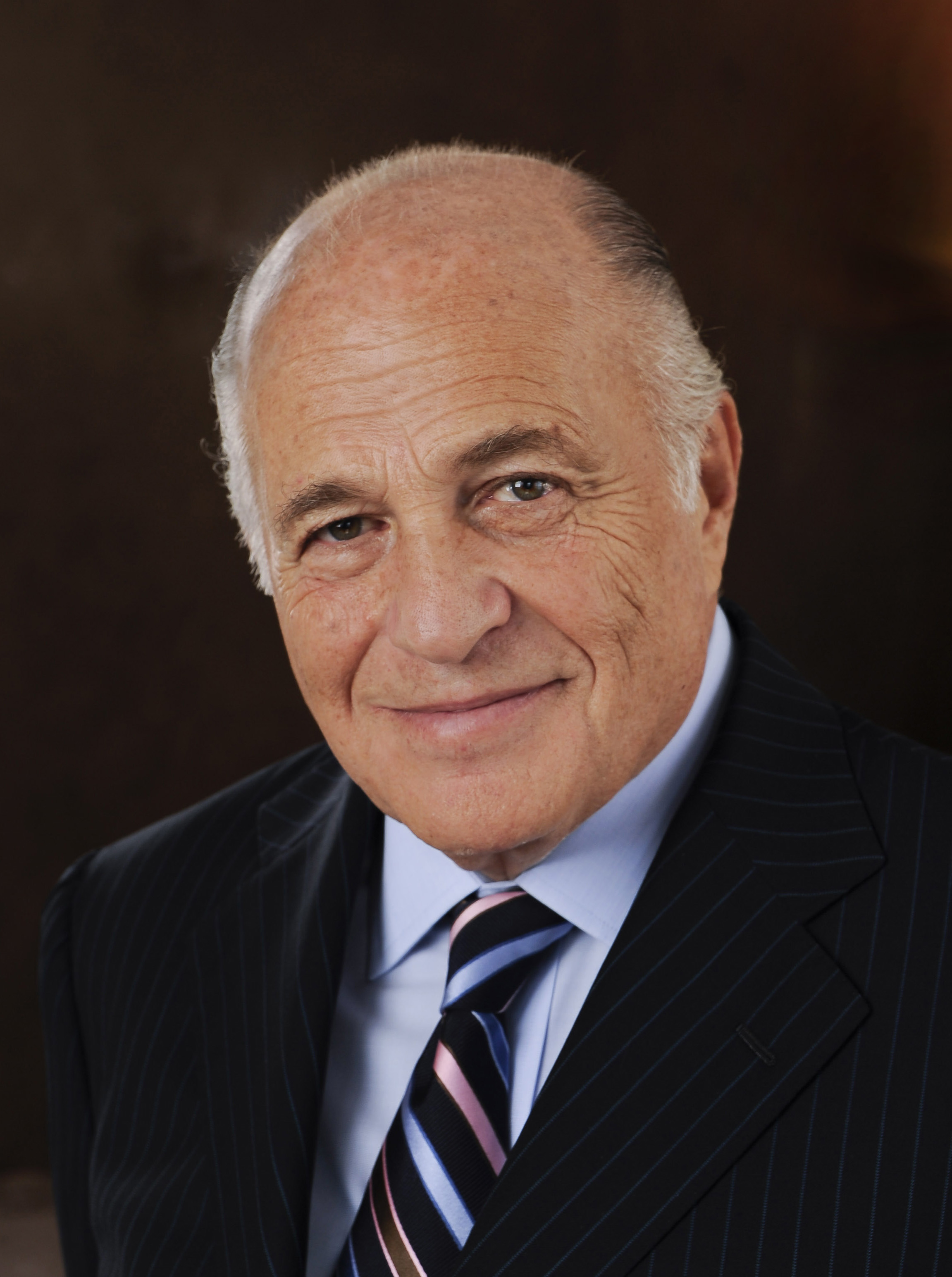
Doug Morris (2010)

Doug Morris (* 23. November 1938 in New York, Vereinigte Staaten) ist eine Führungskraft in der US-Musikindustrie. Zuvor war er als Songwriter tätig.

## Leben
Morris ist der Sohn eines Rechtsanwaltes und einer Ballettlehrerin, wobei nicht der chronisch kranke Vater der Versorger der Familie war, zu der noch ein älterer Bruder gehörte, sondern die Mutter. Die Familie lebte auf Long Island. 1960 schloss er sein Wirtschaftsstudium an der Columbia University ab und diente anschließend zwei Jahre lang in der US-Armee als Militärpolizist. Im zivilen Leben begann er Lieder zu schreiben, die er anfangs auch selbst sang. Er bezeichnet sich rückblickend als „so eine Art Kreuzung zwischen Neil Sedaka und Bobby Darin“. Schließlich fand er in Lou Levy einen Künstler, der ihn fest als Komponist für 50 Dollar pro Woche anstellte. Seinem Idol Bert Berns, der Hang On Sloopy und Twist and Shout komponiert hatte, diente er sich als Laufbursche und Schüler an. Berns ermutigte Morris zum Weitermachen und erlaubte ihm bei seinen Botengängen zu den Schallplattenfirmen auch dessen eigene Kompositionen anzubieten. Im Laufe der Zeit weiter verbessert, war er an dem Top-10-Titel Sweet Talkin’ Guy von den Chiffons (1966) maßgeblich beteiligt.
1970 gründete er das Label Big Tree Records. Smokin’ in the Boys’ Room war für Brownsville Station 1973 ein Smash-Hit, mit dem dann 1985 Mötley Crüe ihren ersten Hit landete. 1975 verhalf Morris Hot Chocolate nach deren weltweitem Achtungserfolg mit Emma mit You Sexy Thing zum endgültigen Durchbruch. Von der Konkurrenz beäugt und begehrt, entschloss sich Morris 1978, dem Kaufangebot von Atlantic Records nachzugeben. Als Partner von Atlantic-Mitbegründer Ahmet Ertegün lernte er die Finessen der Branche kennen. Noch 1978 wurde er zum Präsidenten des Sublabels ATCO ernannt, von wo er 1980 zum Haupt-Label in die gleiche Position wechselte. Die von Ertegün erworbene Taktik der Umgarnung setzte er hier erfolgreich ein, indem er zuerst Stevie Nicks bei den Aufnahmen ihres ersten Soloalbums väterlich umsorgte und das Endprodukt später nach zwar gutem, aber nicht optimalem Chartverlauf mit Hilfe von kulinarisch verwöhnten Billboard-Redakteuren auf Platz 1 der US-Charts hievte. 1990 erreichte er als Co-Chairman und Co-CEO an der Seite von Ertegün die Spitze des über allen Labels stehenden Mutterunternehmens, der Atlantic-Gruppe. Sogleich gründete er (zusammen mit Sylvia Rhone) ein neues Label: Eastwest Records. Es folgte eine Repertoire-Verjüngungskur, vollzogen mittels Joint Venture mit dem Interscope-Label, das solch kontroverse, aber auch innovative Künstler beheimatete wie Tupac, Snoop Dogg, Dr. Dre, Limp Bizkit, Nine Inch Nails und Marilyn Manson. Aufgrund der komplexen Unternehmensstrukturen innerhalb der Musikindustrie war Morris’ Posten immer noch nicht die letzte Stufe der Hierarchie. Die Atlantic-Familie („Atlantic Division“) gehörte nämlich dem globalen Medienriesen Time Warner, in deren Führungsriege er letztlich 1994 aufgenommen wurde, zuständig für den US-Markt. 1995 wurde er entlassen, entweder wegen überhandnehmender Proteste gegen gewaltverherrlichende und frauenerniedrigende Rap-Alben oder wegen interner Machtkämpfe oder einer Kombination aus beidem. Als Abfindung erhielt er laut inoffiziellen Informationen ein Aktienpaket im Wert von rund 100 Millionen US-Dollar.
Wenige Tage danach übernahm er wieder die Funktionen als Chairman und CEO, diesmal bei der angeschlagenen Firma Universal Music, die zum Seagram-Mischkonzern gehörte. Auf sein Drängen hin warb Seagram 1996 Time Warner das assoziierte Label Interscope ab, das zwei Monate später für Charts-Furore sorgte. Umstrukturierungen im Winter 1998/99, ausgelöst durch die Fusion mit Polygram, änderten nichts an seiner Position als Chef eines weltweiten Firmenkonglomerats. Morris maß zwar Napster zu wenig Beachtung bei, revidierte seine konservative Auffassung von Musikverbreitung aber und zeigte sich gegenüber dem iPod aufgeschlossen und schob sogar die Gründung des Online-Musikvideo-Dienstleisters Vevo mit an. 2010 trug man ihm den Ruhestand an, da er ablehnte, wurden seine Befugnisse beschnitten. 2011 wechselte er zu Sony Music Entertainment, wo er seitdem den gewohnten Posten als CEO bekleidet. 2015 brachte Morris in Kooperation mit Apple einen Streaming-Dienst namens Apple Beats in Konkurrenz zu Spotify ins Gespräch.
Doug Morris wird in der Musikbranche von Kollegen und Musikern allseits geschätzt. Er erhielt am 26. Januar 2010 einen Stern auf dem Walk of Fame in Hollywood.